# Erika Seltenreich-Hodgson
Erika Seltenreich-Hodgson (Ottawa, 24 april 1995) is een Canadese zwemster.

## Carrière
Bij haar internationale debuut, op de wereldkampioenschappen zwemmen 2013 in Barcelona, werd Seltenreich-Hodgson uitgeschakeld in de halve finales van de 200 meter wisselslag en in de series van de 400 meter wisselslag.
Tijdens de Gemenebestspelen 2014 in Glasgow eindigde de Canadese als vierde op de 400 meter wisselslag en als vijfde op de 200 meter wisselslag. Op de Pan-Pacifische kampioenschappen zwemmen 2014 in Gold Coast eindigde Seltenreich-Hodgson als zevende op de 400 meter wisselslag en als achtste op de 200 meter wisselslag.
In Toronto nam de Canadese deel aan de Pan-Amerikaanse Spelen 2015. Op dit toernooi eindigde ze als vijfde op de 200 meter wisselslag. Samen met Alyson Ackman, Brittany MacLean en Tabitha Baumann zwom ze in de series van de 4x200 meter vrije slag, in de finale legden Ackman en MacLean samen met Emily Overholt en Katerine Savard beslag op de bronzen medaille. Voor haar aandeel in de series werd Seltenreich-Hodgson beloond met de bronzen medaille.

## Internationale toernooien
| Jaar | Olympische Spelen | WK langebaan                            | WK kortebaan  | PanPacs                               | Gemenebestspelen                      | Pan-Ams                                                                           |
| ---- | ----------------- | --------------------------------------- | ------------- | ------------------------------------- | ------------------------------------- | --------------------------------------------------------------------------------- |
| 2013 |                   | 16e 200m wisselslag 19e 400m wisselslag |               |                                       |                                       |                                                                                   |
| 2014 |                   |                                         | geen deelname | 8e 200m wisselslag 7e 400m wisselslag | 5e 200m wisselslag 4e 400m wisselslag |                                                                                   |
| 2015 |                   | geen deelname                           |               |                                       |                                       | 5e 200m wisselslag · 4x200m vrije slag · Seltenreich-Hodgson zwom enkel de series |

## Persoonlijke records
Bijgewerkt tot en met 27 juli 2014
Kortebaan
| Afstand         | Tijd    | Datum            | Plaats  |
| --------------- | ------- | ---------------- | ------- |
| 200m wisselslag | 2.09,48 | 22 februari 2014 | Toronto |
| 400m wisselslag | 4.34,76 | 20 februari 2014 | Toronto |

Langebaan
| Afstand         | Tijd    | Datum        | Plaats  |
| --------------- | ------- | ------------ | ------- |
| 200m wisselslag | 2.11,76 | 27 juli 2014 | Glasgow |
| 400m wisselslag | 4.36,88 | 24 juli 2014 | Glasgow |